# Lepidophthalmus grandidieri
Lepidophthalmus grandidieri is een tienpotigensoort uit de familie van de Callianassidae. De wetenschappelijke naam van de soort is voor het eerst geldig gepubliceerd in 1899 door Coutière.